# Eurytion gracillimus
Eurytion gracillimus är en mångfotingart som beskrevs av Karl Wilhelm Verhoeff 1937. Eurytion gracillimus ingår i släktet Eurytion och familjen storjordkrypare. Inga underarter finns listade i Catalogue of Life.